# Casa Abella (la Sénia)
Casa Abella és una obra de la Sénia (Montsià) inclosa a l'Inventari del Patrimoni Arquitectònic de Catalunya.

## Descripció
Edifici entre mitgeres que consta de planta, pis i golfes. La façana forma conjunt amb la de la casa veïna (núm. 6), separades exteriorment sols per una canal; dues portes grans amb llinda a la planta, una d'elles amb emmarcament de pedra, dos balcons al 1r pis, i dues obertures típiques de les golfes de la zona, apaïsades, en el tercer nivell i amb barana de balcó ampitador. A l'interior es manté bastant l'ambient tradicional en els tres nivells; a la planta, entrada-rebedor amb el terra empedrat i coberta d'embigat de fusta, separada de les escales i les estances del darrere per una reixa de ferro sota arc escarser; a la part del darrere, a nivell de planta, restes de la maquinària d'un molí d'oli i una estança amb coberta de falsa cúpula de rajola feta per aproximació de filades, de molt poc altura.

## Història
Edifici del segle xix, probablement anterior a mitjans de segle, que s'aixecà al mateix temps que la casa veïna (núm. 6) ja que els propietaris eren cunyats; la paret mitgera entre ambdós sembla més un barandat. Totes dues representen l'esquema típic d'habitatge de família rica tradicional a la zona. A l'interior hi ha alguns mobles de valor heretats, i els propietaris conserven l'arxiu familiar.
L'any 1989 es reparà la façana i es canvià la porta de fusta per una altra també de fusta del mateix estil